# Crepidium auratum
Crepidium auratum là một loài thực vật có hoa trong họ Lan. Loài này được (Ridl.) Marg. & Szlach. mô tả khoa học đầu tiên năm 2001.